# Yigoga facunda
Yigoga facunda är en fjärilsart som beskrevs av Max Wilhelm Karl Draudt 1938. Yigoga facunda ingår i släktet Yigoga och familjen nattflyn. Inga underarter finns listade i Catalogue of Life.